# Ostrów (rejon złoczowski)
Ostrów (ukr. Острів) – wieś w obwodzie lwowskim, w rejonie złoczowskim na Ukrainie.
Do 2020 w rejonie buskim. 

## Położenie
Na podstawie Słownika geograficznego Królestwa Polskiego i innych krajów słowiańskich z XIX w. Ostrów to wieś w powiecie kamioneckim, położona 5 km od sądu powiatowego w Busku, 2 km zaraz na północ od urzędu pocztowego i stacji kolejowej w Krasnym, na wschód od Kutkorza i Bezbrud.